# Stazione di Mabashi
La stazione di Mabashi (馬橋駅?, Mabashi-eki) è una stazione ferroviaria di Matsudo, città della prefettura di Chiba e servita dalla linea Jōban locale della JR East ed è capolinea dalla ferrovia suburbana Nagareyama del gestore Ryūtetsu.

## Linee
JR East
■ Linea Jōban (locale)
Ryūtetsu
● Linea Nagareyama

## Struttura
La stazione è dotata di due banchine a isola centrale serventi ciascuna due binari, una per la JR e una per la linea Nagareyama. Le due sezioni non sono direttamente comunicanti, e per effettuare l'interscambio è necessario uscire e rientrare dai tornelli di accesso.

### Stazione JR
| 1 | ■ Linea Jōban (locale) | per Kashiwa, Abiko e Toride                            |
| 2 | ■ Linea Jōban (locale) | per Matsudo, Kita-Senju, Nishi-Nippori e Yoyogi-Uehara |

### Stazione Ryūtetsu
| 1-2 | ● Linea Nagareyama | per Kōya e Nagareyama |

## Stazioni adiacenti
| «                    | Servizio             | »                    |
| Linea Jōban - Locale | Linea Jōban - Locale | Linea Jōban - Locale |
| -------------------- | -------------------- | -------------------- |
| Kita-Matsudo         | Locale               | Shin-Matsudo         |
| Linea Nagareyama     |                      |                      |
| Capolinea            | Locale               | Kōya                 |